# Route régionale 314 (Finlande)
Pour les articles homonymes, voir Route 314.
La route régionale 314 (finnois : Seututie 314) est une route régionale allant de Asikkala à Sysmä en Finlande,.

## Description
La route régionale 314, longue de 35 km, va de Vääksy à Asikkala jusqu'à Sysmä, en passant par l'esker Pulkkilanharju.
La route traverse les paysages et plusieurs îles du Päijänne, dont l'île centrale et l'île septentrionale du Pulkkilanharju. 
Avec la route régionale 612 entre Luhanka et Tammikoski et la route régionale 610 entre Joutsa et Korpilahti, elle forme la route de l'archipel du Päijänne.
À Vääksi, la route régionale 314 commence à l'intersection de la route nationale 24 et elle y croise la route régionale 313.
À Sysmä, il existe des connexions aux routes régionales  410, 413 et 612.